# OR2T29
OR2T29 (англ. Olfactory receptor family 2 subfamily T member 29) – білок, який кодується однойменним геном, розташованим у людей на 1-й хромосомі. Довжина поліпептидного ланцюга білка становить 315 амінокислот, а молекулярна маса — 35 595.
| 10         |  | 20         |  | 30         |  | 40         |  | 50         |
| ---------- |  | ---------- |  | ---------- |  | ---------- |  | ---------- |
| MANITRMANH |  | TGRLDFILMG |  | LFRQSKHPAL |  | LSVVIFVVFL |  | KALSGNAVLI |
| LLIHCDAHLH |  | SPMYFFISQL |  | SLMDMAYISV |  | TVPKMLLDQV |  | MGVNKVSAPE |
| CGMQMFLYLT |  | LAGSEFFLLA |  | TMAYDRYVAI |  | CHPLRYPVLM |  | NHRVCLFLAS |
| GCWFLGSVDG |  | FMLTPITMSF |  | PFCRSWEIHH |  | FFCEVPAVTI |  | LSCSDTSLYE |
| TLMYLCCVLM |  | LLIPVTIISS |  | SYLLILLTVH |  | RMNSAEGRKK |  | AFATCSSHLT |
| VVILFYGAAV |  | YTYMLPSSYH |  | TPEKDMMVSV |  | FYTILTPVLN |  | PLIYSLRNKD |
| VMGALKKMLT |  | VRFVL      |  |            |  |            |  |            |

A: Аланін

C: Цистеїн

D: Аспарагінова кислота

E: Глутамінова кислота

F: Фенілаланін

G: Гліцин

H: Гістидин

I: Ізолейцин

K: Лізин

L: Лейцин

M: Метіонін

N: Аспарагін

P: Пролін

Q: Глутамін

R: Аргінін

S: Серин

T: Треонін

V: Валін

W: Триптофан

Кодований геном білок за функціями належить до рецепторів, g-білокспряжених рецепторів, білків внутрішньоклітинного сигналінгу. 
Локалізований у клітинній мембрані.